# Gabow

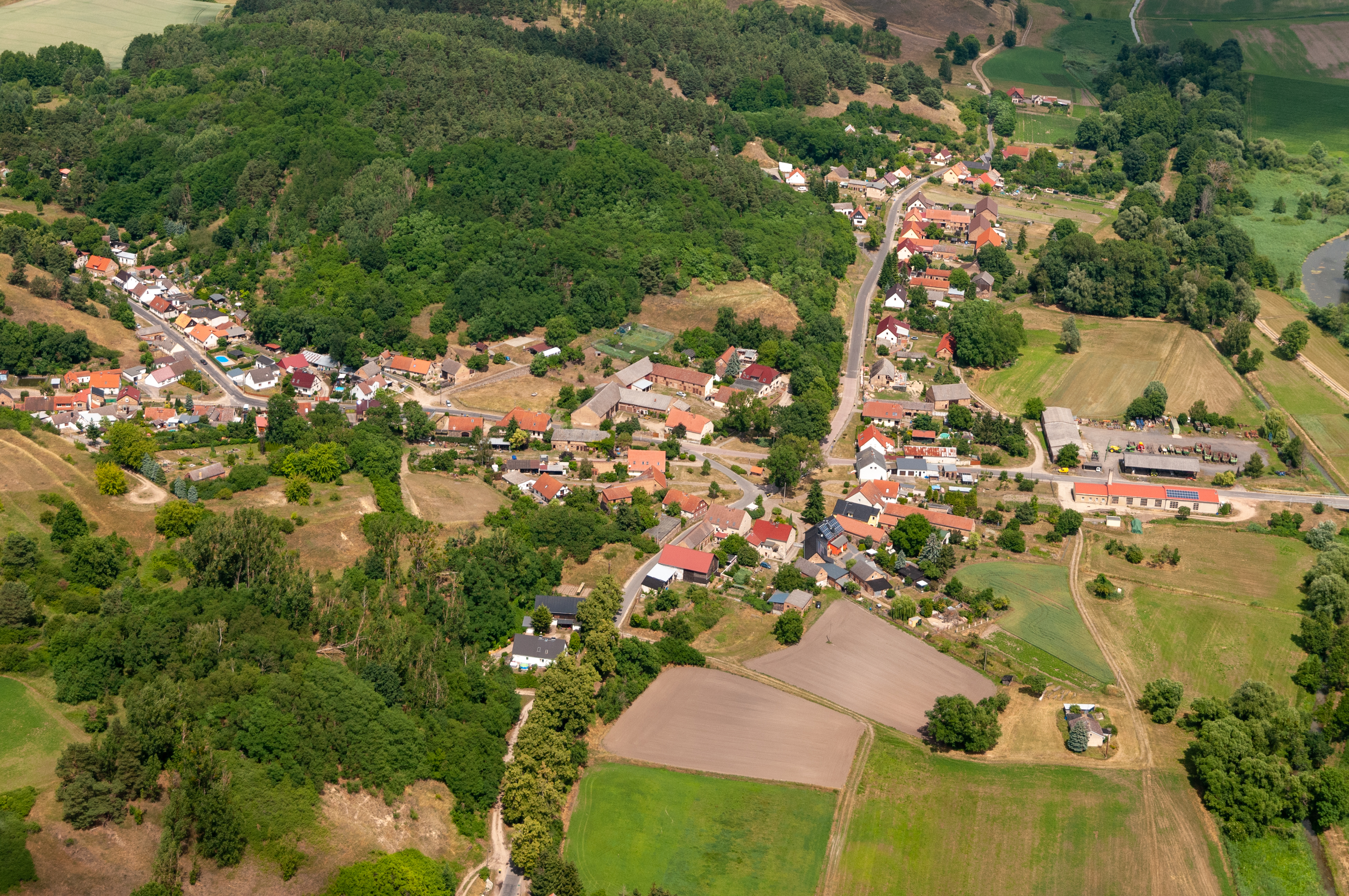
Gabow

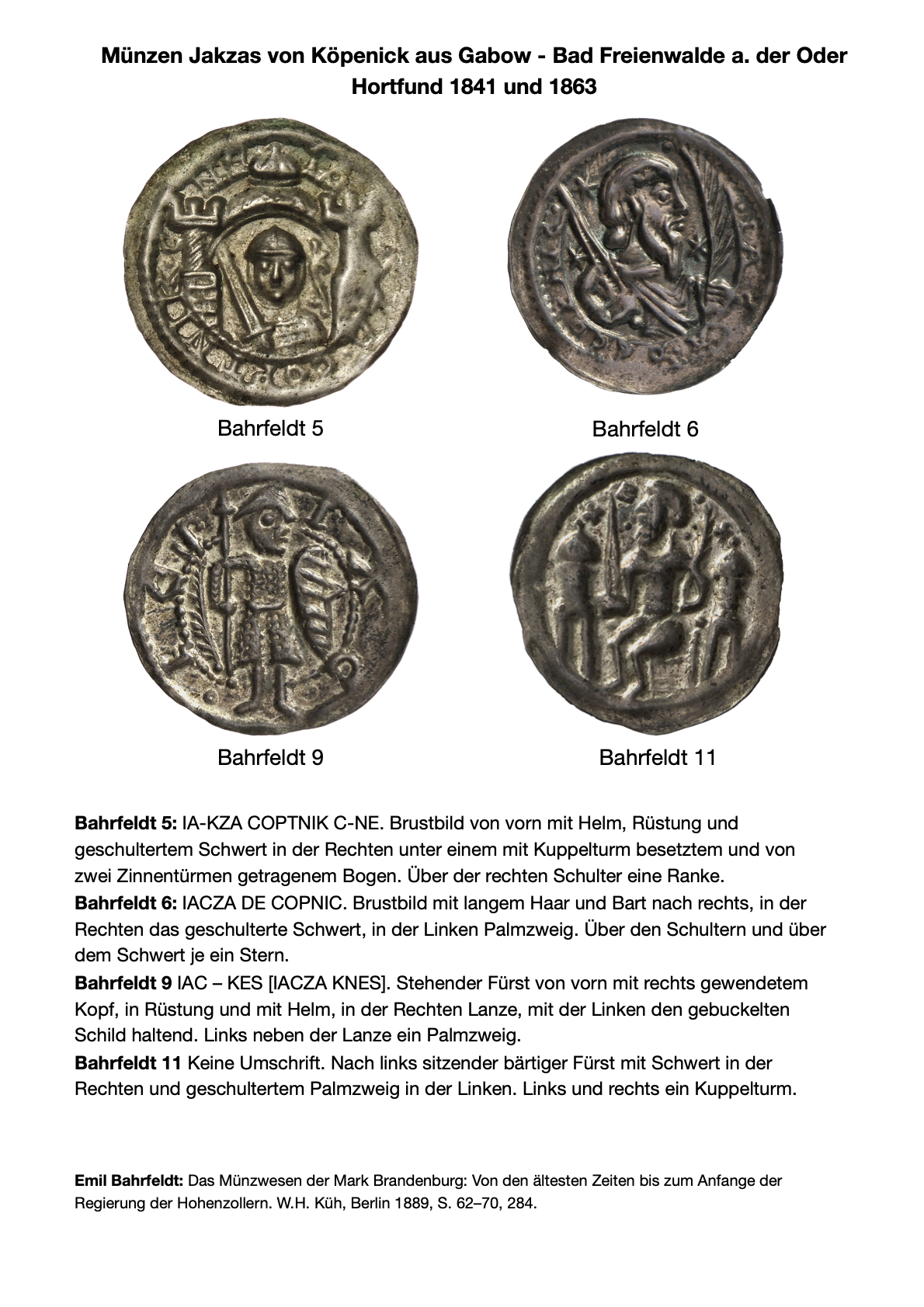
Vier Typen von Jaczas von Köpenick (Jacza de Copnic) Brakteaten aus dem Hortfund von 1841 und 1863 aus Gabow bei Bad Freienwalde

Gabow ist ein Ortsteil von Bad Freienwalde (Oder) im Landkreis Märkisch-Oderland und gehört zu den Dörfern der Insel Neuenhagen.

## Geographische Lage
Das ursprünglich neumärkische Dorf liegt vier Kilometer nordöstlich von Bad Freienwalde (Oder) am südöstlichen Hang der Neuenhagener Insel. Die B 158 geht etwa einen Kilometer nordwestlich am Ort vorbei.

## Geschichte
Die Gemarkung um Gabow ist seit der Jungsteinzeit besiedelt. Der älteste Beleg für die Nutzung der Gemarkung ist der Einzelfund eines jungsteinzeitlichen Steinhammers vom Granitberg. Im Jahre 1933 wurden elf bronzene Lanzenspitzen und zwei bronzene Armringe auf einem Feld beim Pflügen gefunden. Dieser Hortfund stammt aus der Jungbronzezeit.
1841 und 1863 wurde bei Gabow, wohl an der alten Handelsstraße, die über den Rücken der Neuenhagener Insel nach Nordosten führte, ein Hort von Silbermünzen gefunden. Bei einem Teil der Münzen handeltet es sich um seltene Brakteaten Jaczas von Köpenick (Jacza de Copnic). Zwischen 1150 und 1170 wurden diese Münzen im slawischen Fürstentum Köpenick, das im Wesentlichen aus den Hochflächen Teltow und Barnim bestand, geprägt. Der Fund stellt etwa 80–90 Prozent der bekannten Jacza-Münzen dar. Vermutlich handelt es sich um einen Fund, der in zwei Partien entdeckt, der vielleicht aber auch in zwei zu verschiedenen Zeiten gefundenen Gefäßen verborgen war. Es wurden vier Typen von Jacza Brakteaten gefunden, Typ 4 (Bahrfeldt 5), Typ 5 (Bahrfeldt 6), Typ 1 (Bahrfeldt 9), Typ 2 (Bahrfeldt 11), die alle in mehreren Exemplaren vorhanden waren. Am zahlreichsten dürfte Typ 4 (Bahrfeldt 5) mit mehr als 20 Exemplaren gewesen sein, während die anderen Typen in geringeren Stückzahlen, wohl unter 10 pro Typ, vorkamen. Als Begleitfunde sind nur Brakteaten von Markgraf Otto I. von Brandenburg und Erzbischof Wichmann von Magdeburg genannt, so dass die Verbergungszeit nicht mit Sicherheit angegeben, aber wohl um 1165, sicherlich nicht später als 1170, vermutet werden kann. Drei der Brakteaten von Jakzas von Köpenick aus dem Gabower Hort, Typ 4 (Bahrfeldt 5), Typ 5 (Bahrfeldt 6) und Typ 2 (Bahrfeldt 11), befinden sich heute in der Sammlung der Ermitage von Sankt Petersburg. Diese Stücke sind über den Münzhändler J. F. Weidhas in die Sammlung Reichels gekommen, deren Erben sie dann später dem Münzkabinett der Ermitage verkauften.
1996 wurden spätslawische Scherben entdeckt. Der Name Gabow deutet auch auf eine mittelalterliche slawische Gründung (spätestens im 12. Jahrhundert) hin. Das Dorf gehört damit zu den vier ältesten Siedlungen der Insel Neuenhagen.
Im Landbuch der Neumark ist der Ort als Grabow unter dem Eintrag Terra Konigesberghe (Königsberger Land) verzeichnet. Damals lebten hier 21 Familien. Gabow und die Dörfer der Insel Neuenhagen wurden 1337 erstmals als Besitz des Ritters Nicolaus Witte Albus urkundlich erwähnt. In der Urkunde heißt es:

“Dominus Nicolaus Albus habet IIII villas ut dicit cum omni jure, scilicet Glitzen, Sralitzen[5] (Gralizen[6]), Grabow et Botzow cum taberna super littus Frienwolde (Frienwold) et cum curia sua Nienhoff.”

„Ritter Nicolaus Witte Albus besitzt vier Dörfer, wie er sagt, mit der ganzen Gerichtsbarkeit, nämlich Glizen (Altglitzen), Sralitzen/Gralizen (Bralitz), Grabow (Gabow) et Botzow (Hohenwutzen) mit der Gastwirtschaft über dem Freienwalder Flussufer (Fährkrug) und mit seinem Gutshof Neuenhagen.“

Die Familie Witte (Albus) war eine pommersch-neumärkische Adelsfamilie. Der Herrschaftssitz Neuenhagen mit seinen Dörfern (curia nienhage et villarum) wurde 1350 vom Markgrafen an das brandenburgische Adelsgeschlecht der Mörner übereignet. Wohl noch im zweiten Drittel des 14. Jh. gelangte der Herrschaftssitz mit den Dörfern in den Besitz des brandenburgischen Adelsgeschlechts der Uchtenhagen. Im Jahre 1604 verkaufte Hans von Uchtenhagen seinen neumärkischen Besitzanteil mit dem Dorf an Kurfürst Joachim Friedrich und Gabow stand im Anschluss unter der landesherrlichen Verwaltung des damals gegründeten Domänenamtes Neuenhagen.
Nach dem Dreißigjährigen Krieg lebten von 21 Kossätten nur noch drei, im Jahre 1718 lebten wieder 22 Fischerfamilien im Ort. 1810 zerstörte ein Brand mehr als die Hälfte der Höfe.
Obwohl links der Oder gelegen, gehörte Bralitz zum neumärkischen Landkreis Königsberg Nm. und darin zum Amt Neuenhagen, ehe es nach dem Zweiten Weltkrieg zum Landkreis Oberbarnim kam, das zum Land Brandenburg und nach der Bezirksreform zum Bezirk Frankfurt (Oder) gehörte.
Nach 1945 wurde Gabow ein Gemeindeteil von Schiffmühle. Mit der Gemeindereform im Jahre 2003 wurde Gabow ein Stadtteil von Bad Freienwalde. 2005 lebten in Schiffmühle, Neutornow und Gabow zusammen 644 Einwohner.

## Ortsbild
Ursprünglich war der Ort ein Rundlingsdorf, das ist am Dorfanger noch zu erkennen. Nach dem Brand 1810 wurde der Ort in nördlicher und östlicher Richtung erweitert. Die Häuser, die bei dem Brand verschont blieben, wurden stark verändert, doch die Fassaden sind noch gut erhalten. Anfang des 19. Jahrhunderts wurde in der Mitte des Dorfes eine Schule erbaut. In der Nähe der ehemaligen Schule steht noch ein Feldbackofen, der allerdings in der Zeit seines Bestehens stark verändert wurde.
Das Haus Gabow 2 ist eines der ältesten Häuser des Ortes. Es ist ein Fachwerkhaus aus dem zweiten Viertel des 19. Jahrhunderts.